# Ezhen Dang
Ezhen Dang (kinesiska: 鹅真荡) är en sjö i Kina. Den ligger i provinsen Jiangsu, i den östra delen av landet, omkring 180 kilometer öster om provinshuvudstaden Nanjing. Arean är 6,0 kvadratkilometer. Trakten runt Ezhen Dang består till största delen av jordbruksmark. Den sträcker sig 3,5 kilometer i nord-sydlig riktning, och 5,1 kilometer i öst-västlig riktning.
Genomsnittlig årsnederbörd är 1 661 millimeter. Den regnigaste månaden är juni, med i genomsnitt 221 mm nederbörd, och den torraste är december, med 59 mm nederbörd.